# Barrage Tipaimukh
 (janvier 2016).
Si vous disposez d'ouvrages ou d'articles de référence ou si vous connaissez des sites web de qualité traitant du thème abordé ici, merci de compléter l'article en donnant les références utiles à sa vérifiabilité et en les liant à la section « Notes et références ».
Le barrage Tipaimukh est un projet de barrage sur le cours du Barak dans l'état du Manipur en Inde. Le but de ce barrage est le contrôle du niveau de la rivière (prévention des inondations) ainsi que la production d'énergie hydroélectrique. Le projet a suscité des controverses entre l'Inde et le Bangladesh au sujet des droits sur l'eau ainsi qu'au sujet du déplacement d'une population (les Meitei) pour le remplissage du lac.

## Caractéristiques
Le barrage sera long de 390 mètres et haut de 163 mètres, sur le cours du Barak. Le couronnement du barrage se trouvera à une altitude d'environ 180 mètres, avec une altitude maximale de 178 mètres pour le lac de retenue. Le but initial du projet était la régulation du Barrak et donc la protection contre les crues, la production d'énergie a été ultérieurement incorporée dans le projet. Le projet comporte 6 turbines Francis de 250 MW chacune, soit une puissance totale de 1 500 MW.

## Controverses
Les experts bangladais estiment que le barrage va perturber le rythme saisonnier de la rivière et aura un effet négatif sur l'agriculture et la pêche en aval. Le gouvernement du Bangladesh a décidé d'envoyer une équipe d'experts dans la région du barrage afin d'examiner les caractéristiques et les effets probables du barrage sur l'écoulement de l'eau dans le Surma et le Kushiara.
Un autre est le facteur environnemental.
Le Tipaimukh serait construit dans une région écologiquement sensible et fragile topographiquement. Il s'agit d'une des régions sismiques les plus instables de la planète. Un séisme majeur a frappé le Manipur à la frontière avec le Myanmar le 6 août 1988, magnitude de 6,6 échelle de Richter.